# 郑宝恒
郑宝恒（1924年2月—2007年11月17日），山西省太原人。天津音乐学院教授，硕士生导师。一生从事扬琴教学，演奏和改进。

## 生平
1924年2月出生于山西太原，1949年考入中央音乐学院小提琴专业，1950年在中央音乐学院开设扬琴专业课（首次音乐高等学院的扬琴专业课）。1954年与张子锐一起共同研制出“律吕式大扬琴”（参看“扬琴”）。1961年起在天津音乐学院教授扬琴，并应邀在中央音乐学院、沈阳、四川、广州、哈尔滨等地音乐学院及首都师范大学等艺术系创建和教授扬琴。编纂扬琴的初，中，高级教材，填补中国扬琴专业教学的空白。研发并实践扬琴的多种组合演奏形式。2007年11月17日逝世于天津。

## 著作
《扬琴新技法及曲选》，郑宝恒，人民音乐出版社，1985年；《郑宝恒扬琴作品集》，上海音乐出版社，2001
《扬琴演奏艺术》 ，“扬琴的构造与各部件的名称”；“扬琴的历史沿革及其在世界范围的分布概况”